# August Rieke
August Rieke (nascido em 26 de maio de 1935, em Oetinghausen, Hiddenhausen, na Renânia do Norte Vestfália, Alemanha) é um ex-ciclista alemão que competiu no ciclismo nos Jogos Olímpicos de Verão de 1960, pela equipe Alemã Unida. Na competição, sua colocação não chegou a pódio, e ele foi eliminado nas quartas de final do sprint.
Em 1959, August Rieke foi campeão de tandem da Alemanha Ocidental, junto com o Wilhelm Bulk, e em 1960 com Rolf Roggendorf, e somou mais alguns pódios até 1962.